# Kulindadromeus
A Kulindadromeus a madármedencéjű (Ornithischia) dinoszauruszok egyik neme, mely a középső jura és késő jura korszakok között, azaz 169-144 millió évvel ezelőtt élt, ott ahol manapság Oroszország fekszik. Az állat az első felfedezett, kezdetleges tollakkal rendelkező madármedencéjű, vagyis növényevő dinoszaurusz. Felfedezésével kitudódott, hogy a tollasodás a dinoszauruszoknál jóval korábbi tulajdonság, és nem a hüllőmedencéjűek (Saurischia) közé tartozó Coelurosauria kláddal kezdődött.

## Felfedezése, megnevezése
2014-ben, a belga Pascal Godefroit nevű paleontológus és társai, vagyis Sofia Sinitsa, Danielle Dhouailly, Yuri Bolotsky, Alexander Sizov, Maria McNamara, Michael Benton és Paul Spagna, megnevezték a típusfajt, a Kulindadromeus zabaikalicust. A nemi szintű nevének az első része, a megtalálási helyére, azaz a Kulinda-lelőhelyre utal, míg a dromeus = „szaladó”. A fajneve a Bajkálontúli határterület orosz megnevezését, a Zabaykalsky Krait hordozza.
A holotípust, az INREC K3/109 a középső jura és késő jura korszakokbeli Ukureyskaya-formációban találták meg. Ez egy részleges koponyából és egy állcsontból áll. A vulkanikus hamu, mely annak idején beborította, kiválóan megőrizte a maradványt. 2010 óta, innen jó sok maradvány került elő; köztük kis dinoszauruszok és fiatal, ivaréretlen példányok is. 2014-ben, e sok maradvány alapján két új taxont hoztak létre, a Kulindapteryx-et és a Daurosaurus-t. Azonban Godefroit szerint, ez a kiadvány lopott példányokon alapszik, és helyesebb számba se kell venni. A szóban forgó dinoszaurusz kövületei, két lelőhelyről származnak, és 6 koponyából, valamint több száz egyéb csontból állnak. Miután a belga őslénykutató átvizsgálta a leleteket, rájött, hogy az összes darab egyetlenegy fajhoz, a Kulindadromeusnak elnevezett dinoszauruszhoz tartoznak.

## Megjelenése
Mint más korai Neornithischia, a Kulindadromeus is két lábon szaladott, körülbelül 1,5 méter hosszú volt, továbbá rövid feje, mellső végtagjai, valamint hosszú hátsó végtagjai és farka volt. A tollazat a háton, a mellkason és a fejen voltak jelen, de a végtagokon is látható volt. Valószínűleg röpképtelen volt, a kutatók szerint a tollait figyelemfelkeltésre és a riválisok elűzésére, valamint a test meleg megtartására szolgáltak. Tollazottsága mellett, egyes testrészein, mint például a farok végén, még megvoltak a hüllőkre jellemző pikkelyei. Már ennél a korai tollasdinoszaurusznál is, a tollak háromfélék voltak: az első, legfeljebb 3 centiméter hosszú, bolyhos szőrszerű szálakból állt és a testet, a nyakat és a fejet borította; a második, legfeljebb 1,5 centiméter hosszú lefelé irányuló szálakból tevődik össze és a combon, illetve a felkaron helyezkedett el - ez a második tolltípus hasonlít a legjobban a theropodák tollazatára; a harmadik tolltípus a lábszár felső részén ült, ez eddig, csak a Kulindadromeusra jellemző; 6-7 csoportba rendeződő szalagszerű szálakból áll, melyeket 10-10 párhuzamosan elhelyezkedő, 0,1 milliméter széles képződmények alkotnak. A pikkelyei is három típusúak; testének több részén is pikkelysorokat alkotva; testrésztől függően fedve vagy nem fedve egymást; a legnagyobb pikkelyei 3,5 milliméter átmérőjűek voltak.

## Képek

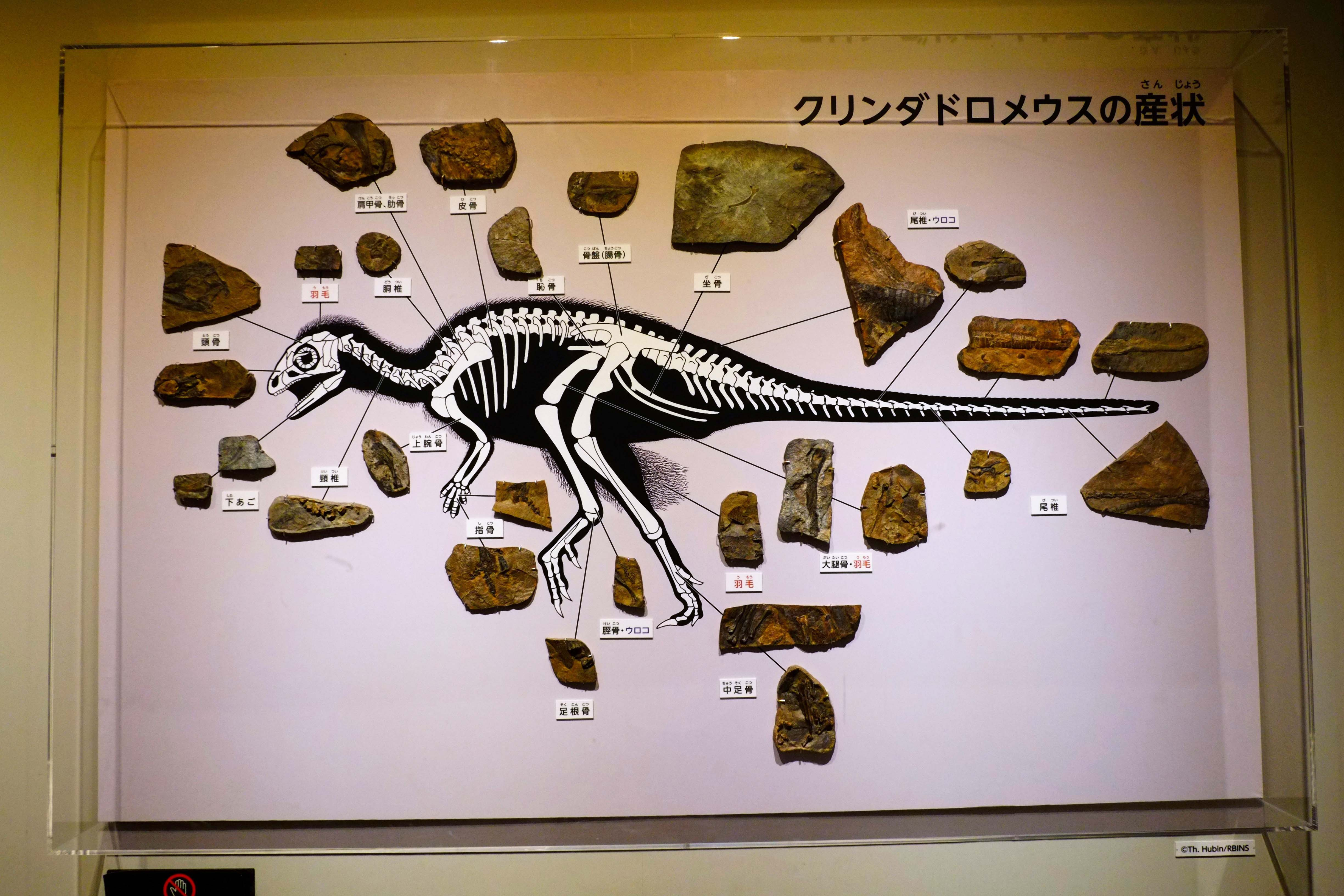
A megtalált darabjai
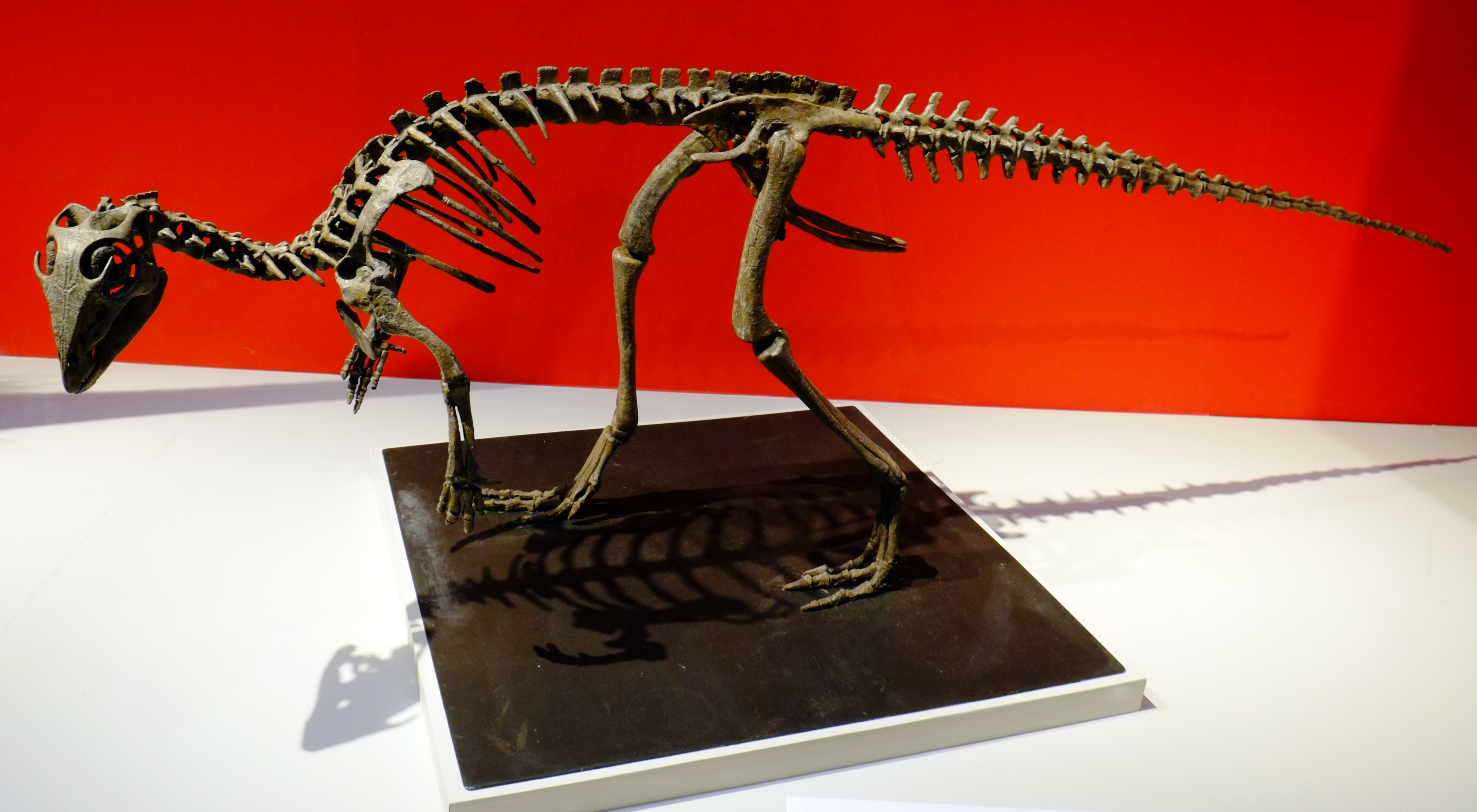
Kiegészített csontváza az elképzelés szerint
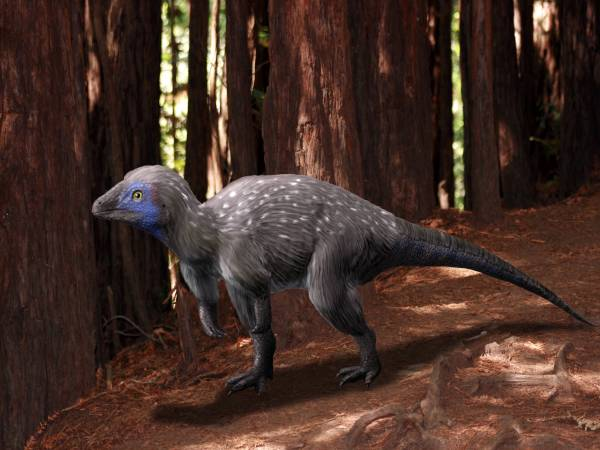
Rekonstrukciója

## Fordítás
- Ez a szócikk részben vagy egészben  a   Kulindadromeus című angol Wikipédia-szócikk ezen változatának fordításán alapul.  Az eredeti cikk szerkesztőit annak laptörténete sorolja fel. Ez a jelzés csupán a megfogalmazás eredetét és a szerzői jogokat jelzi, nem szolgál a cikkben szereplő információk forrásmegjelöléseként.